# Operación Impensable
La Operación Impensable (Operation Unthinkable, en inglés) era un plan británico para atacar la Unión Soviética. La creación del plan la ordenó el primer ministro británico, Winston Churchill, y la desarrollaron las Fuerzas Armadas británicas al final de la Segunda Guerra Mundial.

## Operaciones ofensivas
Como el principal objetivo inicial de la operación se declaró lo siguiente: "imponer a Rusia la voluntad de los Estados Unidos y del Imperio Británico". A pesar de que "la voluntad" de estos dos países se pudiera definir como no más que "un trato justo para Polonia, que no necesariamente limitan el compromiso militar" (la palabra "Rusia" se utiliza en gran medida en todo el documento, aunque, en el momento, Rusia como entidad política había sido reemplazada por la Unión Soviética).
Los Jefes de Estado Mayor estaban preocupados de que dado el enorme tamaño de las fuerzas soviéticas desplegadas en Europa al final de la guerra, y la percepción de que el líder soviético Iósif Stalin no era fiable, existían amenazas soviéticas en Europa occidental. La Unión Soviética aún no había lanzado su ataque contra Japón, y así se suponía en el informe que la Unión Soviética se aliaría con Japón si las hostilidades se iniciaban con los aliados occidentales.
La mayor parte de cualquier operación ofensiva habría consistido en fuerzas estadounidenses y británicas, pero también se contemplaría el uso de fuerzas polacas y de hasta 100.000 soldados rendidos alemanes.

## Operaciones defensivas
En respuesta a una instrucción de Churchill, el 10 de junio de 1945, un informe de seguimiento fue escrito acerca de "qué medidas serían necesarias para garantizar la seguridad de las Islas Británicas, en caso de guerra con Rusia en un futuro próximo". Las fuerzas de Estados Unidos estaban trasladándose al Teatro de operaciones del Pacífico para preparar la invasión de Japón, y Churchill temía que el retiro dejaría a los soviéticos en una posición fuerte para tomar una actitud ofensiva en el oeste de Europa.
El personal de planificación conjunta (Joint Planning Staff) rechazó la noción de Churchill de retener cabezas de puente en el continente puesto que esto no supondría ventaja operativa. Estaba previsto que Gran Bretaña haría uso de su fuerza aérea y de la armada para resistir, aunque se anticipaba que ante una amenaza de ataque con cohetes en masa, no tendría medios de resistencia a excepción de los bombarderos estratégicos.

## Conversaciones posteriores
En 1946 las tensiones y conflictos se estaban desarrollando entre las zonas capitalistas y socialistas de Europa. Estas fueron considerándose como posibles factores desencadenantes de un conflicto más amplio. El 30 de agosto de 1946 se llevaron a cabo conversaciones informales entre los Jefes de Estado Mayor británico y estadounidense sobre la manera en que tal conflicto se desarrollaría y la mejor estrategia para llevar a cabo una guerra europea. Una vez más la cuestión de retener una cabeza de puente en el continente se discutió, Dwight D. Eisenhower prefería una retirada a los Países Bajos, en lugar de Italia, por su proximidad al Reino Unido.